# ピンザ
ピンザ（Pinza、1950年 - 1977年）はイギリスのサラブレッド競走馬、種牡馬。1952年6月から1953年6月までの1年余りの戦歴で7戦5勝。エプソムダービーで4日前に戴冠式を行なったイギリス女王エリザベス2世所有の有力馬オリオールを負かし、この戴冠式の叙勲でナイトに叙されたサー・ゴードン・リチャーズ騎手にダービー初制覇をもたらした。続いてキングジョージ6世&クイーンエリザベスステークスにも勝利し、1953年のイギリスベスト3歳牡馬となった。
本項ではピンザの勝利した第147回ダービーステークス（1953年）と、ピンザの産駒が巻き込まれたダービー本命馬の出走妨害事件（1961年）についても詳述する。

## 出自
ピンザは16ハンド（約162.6センチメートル）を超す大柄な鹿毛馬で、ダービー7勝などクラシック競走を19勝した調教師フレッド・ダーリンに生産された。ダーリンは1947年に調教師を引退していたが、それ以前からベックハンプトン（Beckhampton）の厩舎からほど近いブラックランズスタッド（Blacklands Stud）を入手し、競走馬の生産を行なっていた。
ピンザの公式な生産者はダーリンだったが、実際に交配をアレンジしたのはその前の所有者H・E・モリス夫人で、夫のヘンリー・E・モリスが所有するバンステッドマナースタッドに繋養されていたシャントゥールの仔を受胎したパスクアを、1949年12月のニューマーケットセールで売りに出したのだった。このとき国外にいたダーリンはカタログで見たパスクアの血統を気に入り、代理人を通じて2,000ギニーで購入した。

### パスクア
ピンザの母パスクア Pasqua (GB) はイギリス産。自身は未勝利馬で、それまで5頭の産駒も平凡なものだった。
1925年の2,000ギニーとダービーの二冠を制したマンナ Manna (IRE) はダーリンが調教を手掛けた2頭めのダービー馬で、上海を拠点とする地金仲買人で『ノースチャイナ・デイリー・ニューズ』紙の共同所有者ヘンリー・E・モリス（Henry E. Morriss）の持ち馬だった。モリスはダービーとオークスを制したフィフィネラ Fifinella (GB) の半妹で1,000ギニーとオークスを2着したソウブリケ Soubriquet (GB) をディスパーサルセールで1万2,500ギニーで購入し、種牡馬となったマンナを交配してパスカ Pasca (GB) を生産した。パスカは競馬場で2勝したのち、1935年に、前年一度めのチャンピオンサイアーとなっていたブランドフォード Blandford (IRE) との間にパスク Pasch (GB) を生んだ。
モリスのオーナーブリード馬としてダーリンに預けられたパスクは、ゴードン・リチャーズが騎乗して1938年のクラシック三冠すべてで本命となり、2,000ギニーやエクリプスステークスに勝ち、ダービーとセントレジャーで3着となる活躍をした。この2,000ギニーは、数々の大レースを制したダーリンとリチャーズのコンビ初のクラシック制覇となった。翌1939年にパスカが生んだのがパスクアで、父ドナテッロ Donatello (FR) は兄パスクの父ブランドフォードの孫だった。
| パスク Pasch (GB) の血統      |                 |                         |
| 父Blandford (IRE) 1919 黒鹿毛 | Swynford (GB)   | John o' Gaunt (GB)      |
| 父Blandford (IRE) 1919 黒鹿毛 | Swynford (GB)   | Canterbury Pilgrim (GB) |
| 父Blandford (IRE) 1919 黒鹿毛 | Blanche (GB)    | White Eagle (GB)        |
| 父Blandford (IRE) 1919 黒鹿毛 | Blanche (GB)    | Black Cherry (GB)       |
| 母Pasca (GB) 1928 鹿毛        | Manna (IRE)     | Phalaris (GB)           |
| 母Pasca (GB) 1928 鹿毛        | Manna (IRE)     | Waffles (IRE)           |
| 母Pasca (GB) 1928 鹿毛        | Soubriquet (GB) | Lemberg (GB)            |
| 母Pasca (GB) 1928 鹿毛        | Soubriquet (GB) | Silver Fowl (GB)        |

| ピンザの母パスクア Pasqua (GB) の血統 |                 |                             |
| 父Donatello (FR) 1934 栗毛            | Blenheim (GB)   | Blandford (IRE)             |
| 父Donatello (FR) 1934 栗毛            | Blenheim (GB)   | Malva (GB)                  |
| 父Donatello (FR) 1934 栗毛            | Delleana (ITY)  | Clarissimus (GB)            |
| 父Donatello (FR) 1934 栗毛            | Delleana (ITY)  | Duccia di Buoninsegna (IRE) |
| 母Pasca (GB) 1928 鹿毛                | Manna (IRE)     | Phalaris (GB)               |
| 母Pasca (GB) 1928 鹿毛                | Manna (IRE)     | Waffles (IRE)               |
| 母Pasca (GB) 1928 鹿毛                | Soubriquet (GB) | Lemberg (GB)                |
| 母Pasca (GB) 1928 鹿毛                | Soubriquet (GB) | Silver Fowl (GB)            |

実際にパスクアを見るとダーリンはあまり感心せず、再びニューマーケットの12月セールで売りに出された。のちにピンザと命名される牡駒が生まれたあとだったが、このときは525ギニーだった。牡駒の方は1歳馬としてニューマーケット7月セールに送られ、実業家、ホテル経営者のサー・ヴィクター・サッスーンに1,500ギニーで購買された。その後サッスーンはブロードウェイで観た『南太平洋』に出演した歌手エツィオ・ピンツァに因んで牡駒を命名した。ピンザの父シャントゥールはフランス語で歌手を意味する。

### シャントゥール
シャントゥール Chanteur  (FR) はフランソワ・デュプレの生産馬で、コロネーションカップ、サブロン賞（ガネー賞）、オカール賞、ジャンプラ賞・古馬（ヴィコムテスヴィジェール賞）、フォンテンブロー賞、エドモンブラン賞、ホワイトローズステークス、ウィンストンチャーチルステークスに勝ち、パリ大賞、リュパン賞、ゴールドカップ（2回）、サブロン賞を2着、凱旋門賞、ロワイヤルオーク賞、カドラン賞を3着など26戦10勝したタフで万能な優れた競走馬だった。1947年、コロネーションカップに勝利する数時間前にブックメーカーのウィリアム・ヒルに7万ポンドでトレードされた。これはネアルコの6万ポンドを凌ぎイギリスで競走馬に支払われた最高価格だった。この年競走馬を引退しイギリスで種牡馬となり、ピンザ以外にもカンテロ Cantelo (GB) （1959年セントレジャー）と*オンリーフォアライフ Only for Life (GB) （1963年2,000ギニー）のクラシック優勝馬などを出して成功した。
シャントゥールは1953年イギリス・アイルランドのチャンピオンサイアーとなった。

### サー・ヴィクター・サッスーン
ピンザの馬主、第3代ボンベイ准男爵サー・エリス・ヴィクター・エリアス・サッスーン（Sir Ellice Victor Elias Sassoon、1881年 – 1961年）は、アヘン取引や綿花産業、不動産投資で富を築いたユダヤ系財閥サッスーン家の出身で、大戦間の上海で金融、不動産などを支配した大富豪だった。
サッスーンの競馬とのかかわりはインドで始まり、現地の競馬のための競走馬生産を手掛けていた。やがて1924年に父の遺産と爵位を引き継ぎ、翌年には巨額の資金を投じてイギリス本国の競馬にも参入した。1925年のニューマーケットとドンカスターのセールに「彗星のように」現れると、7万ギニー以上を費やして20頭近い馬を買い集めた。同時にニューマーケットのフィッツロイハウス厩舎（Fitzroy House Stables）を取得し、J・H・クロフォード（J. H. Crawford）を専属調教師として充てるとともに、ニューマーケット郊外のバンガロースタッド（Bungalow Stud）を購入して競走馬の生産を開始した。牧場は自身の名前の頭文字から取った愛称により、イヴスタッド（Eve Stud）と改名された。
1925年に購入した1歳馬からはホットナイト Hot Night (GB) が出てダービーとセントレジャーで2着となり、1937年にはエキシビショニスト Exhibitionnist (GB) が1,000ギニーとオークスの二冠馬となった。また1932年の生産馬ミュージアム Museum (GB) は1935年アイルランド最初の三冠馬となり、その半弟フィデア Phidea (GB) も1937年にアイルランドの2,000ギニーとダービーに勝つ活躍をしていた。

### ノーマン・バーティ
ピンザはニューマーケットのノーマン・バーティ調教師のもとへ送られた。バーティはかつて、フレッド・ダーリンの父サム・シニアの時代からベックハンプトンの厩舎で働き、フレッドのもとで長らくヘッドラッドを務めていた。

## 競走成績

### 2歳シーズン（1952年）
ピンザは7月にハーストパークのメイドン競走でデビューし、将来にいくらかの期待を抱かせたものの着外に終わった。二カ月後、ドンカスターのセントレジャー開催で、ニューマーケットセール売却馬限定のタターソールセールステークス（Tattersall Sale Stakes）に出走すると、6馬身の差をつけて楽勝した。2週後、アスコットのロイヤルロッジステークス（1マイル）ではオッズ5対2（3.5倍）の一番人気となった。ここでは4頭立てのスローペースの展開が向かなかった様子で、牝馬ニーマー Neemah (GB) に1馬身半差の2着に終わった。
シーズン最後のレースは10月のニューマーケットで、デューハーストステークス（7ハロン）に5馬身差で勝利した。この年のベスト2歳馬ランキングであるフリーハンデで、トップウェイトのニアルーラ Nearula (GB) から5ポンド下の9ストーン2ポンド（128ポンド、約58キログラム）のレーティングを与えられた。

### 3歳シーズン（1953年）
1953年初め、ピンザは運動中に砂利道で転倒した。怪我の程度そのものは軽かったものの、回復に時間を要する脚の感染症になり、2,000ギニーに向けての運動が不可能となった。2,000ギニーは2対1（3倍）で一番人気のニアルーラが4馬身差で楽勝した。

#### 第174回ダービーステークス

##### アンティポスト
ピンザのこの年の初戦は5月13日のニューマーケットステークス（10ハロン）となった。調整不足で非常に太く見えたが、4馬身差をつけ勝利した。このパフォーマンスによりブックメーカーは、ダービーのアンティポスト（出走確定前投票）のオッズを33対1（34倍）から8対1（9倍）に引き下げた。
その三日後、前年即位したエリザベス女王の持ち馬オリオール Aureole (GB) がリングフィールドダービートライアルステークスを5馬身差で勝利した。翌週には、それまで一番人気だったニアルーラに脚部不安が報じられ、オリオールが一番人気となった。6月2日に戴冠式を行なう女王の持ち馬が、その週末ダービーの栄冠を獲得するというのは、華やかな戴冠式ウイーク（Coronation Week）の締めくくりにふさわしいように思われた。
6月1日、戴冠式の叙勲名簿（Coronation Honours List (英語版) ）が発表され、ゴードン・リチャーズが職業騎手として初めてナイトに叙されることになった。フレッド・ダーリンの調教師引退後、リチャーズは、ダーリンからベックハンプトンの調教場を引き継いだ（のちのサー・）ノエル・マーレス調教師と優先騎乗契約を結んでいたが、この年のマーレスにはダービーへの出走馬が無く、リチャーズはピンザに騎乗することになっていた。レース前夜の提示で、ピンザはオリオールと横並びで5対1（6倍）の一番人気となった。ブルーリバンドトライアルステークス（インヴェスティックダービートライアル）などに勝っていたプレモニション Premonition (GB) が8対1（9倍）で続いた。
その体躯からピンザは樽（The Barrel）というニックネームがつけられていたが「彼は獅子のようになる」とリチャーズは語った。

##### 戴冠ダービー
6月6日、晴天に恵まれたエプソムダウンズは、50万とも70万人ともいわれる大観衆で膨れ上がった。女王はタッテナムコーナーからグランドスタンド前までコース上を走る車のパレードで入場し、4日前の戴冠式でのロンドンの街をおもわせる大歓迎を受けた。発走の時点ではピンザとプレモニションが並んで5対1の一番人気となり、オリオールは下見所や入場行進での焦れ込みが嫌われ9対1（10倍）の三番人気となっていた。
27頭が出走したレースはアーガー・ハーン3世の持ち馬シカンプール Shikampour (GB) が先行した。25回チャンピオンジョッキーとなったゴードン・リチャーズ騎乗のピンザは丘の頂上では馬群の中に潜んでいたが、タッテナムコーナー入り口に入ると二番手に上がって行った。そのまま先頭から4馬身ほど離れた二番手で直線に入り、後続の馬群は4 - 5馬身遅れて続いた。さらに1ハロン過ぎるとピンザは先頭のすぐ後ろに取りついた。ゴール手前2ハロンでリチャーズが促すと、ピンザは難なくシカンプールを捉え、そのままリードを広げ始めた。後ろからはオリオールが追いかけてきたが2着までだった。ピンザはオリオールに4馬身差をつけ優勝した。1馬身半遅れてフランスからの遠征馬ピンクホース Pink Horse (FR) （33対1（34倍））がシカンプールを交わして3着。ニアルーラ（22対1（23倍））は9着、プレモニションは17着以下の着外だった。

#### ダービーとリチャーズとダーリン
ピンザは、本命馬の一頭であっただけでなく、ナイトに叙されたばかりのゴードン・リチャーズにダービーの勝利をもたらしたことでも祝福されたダービー馬となった。
リチャーズは、それまでダービーで1934年イーストン Easton (FR) 2着、1936年タージアクバル Taj Akbar (GB) 2着、1938年本命パスクで3着、1939年フォックスカブ Fox Cub (FR) 2着、1943年ナスルーラ Nasrullah (GB) 3着のほか、1942年に無敗の本命ビッグゲーム Big Game (GB) 6着、1947年にも同じくテューダーミンストレル Tudor Minstrel (GB) で4着など、27回挑んで一度も勝てずにいた。一方ダーリン調教師は、リチャーズと優先騎乗契約を結んだ1932年以降も3回ダービー制覇をつけ加えていた。その際のリチャーズは、1938年が9対4（3.25倍）の本命となったピンザの叔父パスクで20対1（21倍）の人気薄ボワルセル Bois Roussel (FR) に3着。ニューマーケットで代替開催された1940年のポンレヴェック Pont l'Evêque (GB) は調教師自身の持ち馬でもあったため厩舎の主戦騎手としてタンミュー Tant Mieux (FR) への騎乗を優先して4着。1941年のオーエンテューダー Owen Tudor (GB) では5月に馬に蹴られ脚を負傷して騎乗を逃すといった具合だった。リチャーズはこのシーズン終わりに騎手を引退し、1953年のダービーが最後となることをすでに表明していた。
そのころ病で長く臥せっていたダーリンは、ピンザとリチャーズの勝利の報を聞くことができた。ダーリンはダービーの3日後に死去した。

#### 第3回キングジョージ6世&クイーンエリザベスステークス
次走はアスコットのキングジョージ6世&クイーンエリザベスステークスとなった。前年の凱旋門賞優勝馬ヌッチョ Nuccio (ITY) 、同じくローマ賞の優勝馬で、この秋にはワシントンDCインターナショナルを制するヴォルデン Worden (FR) 、この秋凱旋門賞で2着となるシルネ Silnet (FR) 、前年のリュパン賞優勝馬で5月にカドラン賞1着入線降着3着していたヴァモス Vamos (FR) 、マルセル・ブサック持ち馬の3歳馬ファレル Pharel (FR) がフランスから遠征してきた。加えて前年の第1回ワシントンDCインターナショナル優勝馬ウィルウィン Wilwyn (GB) 、この年コロネーションカップでウィルウィン、ヴォルデンを2、3着に下した*ズクロ Zucchero (IRE) といった古馬を含む13頭が出走した。
ピンザは2対1（3倍）で一番人気となり、ニアルーラが5対1（6倍）で二番人気、以下ヌッチョ15対2（8.5倍）、ズクロ8対1（9倍）、ヴォルデン100対9（約12.1倍）、オリオールらの20対1（21倍）と続いた。ニアルーラはダービー後にセントジェームズパレスステークスを勝ってこのレースに臨み、オリオールはエクリプスステークスで3着に敗れていた。
スタートが切られるとズクロが10馬身ほど出遅れ、ヌッチョが先頭を奪って逃げた。ピンザは二番手につけ、ニアルーラ、シルネ、ファレル、オリオール、キングオブザテューダーズ King of the Tudors (GB) 、ウィルウィンと続いた。そのまま二番手で最後の直線に入ると、ピンザは「鮮やかな末脚（brilliant burst of speed）」と評された走りで再びオリオールを2着に破り、3馬身の差をつけて優勝した。さらに3馬身遅れてヴォルデンが写真判定でファレル（4着）とヌッチョを抑えて入線した。

#### 引退
ピンザはセントレジャーへ向けて2対1（3倍）の一番人気に支持されていたが、運動中に腱を痛めた。再び出走することはできず、このシーズン3戦無敗で種牡馬へと引退した。

## 種牡馬成績
アメリカから35万7,000ポンドで購買のオファーがあったものの、ピンザは5,500ポンドで40口、総額22万ポンドでシンジケートが組まれ、ヴィクター・サッスーンのイヴスタッドで種牡馬となった。特に成功した種牡馬ではなかったが、キングエドワード7世ステークスに勝ち1万8,456ポンドを獲得したピンダリ Pindari (GB) をはじめ勝ち馬が218勝し、17万3,844ポンドを獲得した。ほかに注目を集めた産駒としてピントゥリシオ Pinturischio (GB) がいた。

### おもな産駒
- ピンチド Pinched (GB) - 牡、栗毛、1955年、サー・ヴィクター・サッスーン産[48]。母：ジアキューズド The Accused (GB) 、母の父：フェアトライアル Fair Trial (GB) 。46戦7勝、ロイヤルロッジステークス（英語版）、シートンディラヴァルステークス（英語版）、セントジェームズステークス（ダイオメドステークス（英語版））、2着：ジムクラックステークス、リッチモンドステークス[49]。
- ピンダリ Pindari (GB) - 牡、鹿毛、1956年、ナショナルスタッド産[50]。母：サンチャリオット Sun Chariot (IRE) 、母の父：ハイペリオン Hyperion (GB) 。9戦4勝、クレイヴンステークス、キングエドワード7世ステークス、グレートヴォルティジュールステークス、3着：セントレジャー[51]。イギリス、インドで種牡馬。母サンチャリオットはダーリンとリチャーズのコンビで1942年の牝馬三冠を制した[52]。
- ピントゥリシオ Pinturischio (GB) - 牡、鹿毛、1958年、サッスーンスタッド産[53]。母：ナタリーナダムラーノ Natalina da Murano (ITY) 、母の父：オルテッロ Ortello (ITY) 。3歳時2戦1勝[54]。種牡馬としてもほとんど成功しなかったが、ドイツに輸出されると若干の成功をおさめた[55]。ピントゥリシオ事件[56]参照。
- ピンダリック Pindaric (GB) - 牡、鹿毛、1959年産。母：フェストゥーン（英語版） Festoon (GB) 、母の父：フェアトライアル。11戦1勝、リングフィールドダービートライアルステークス、2着：ジョッキークラブステークス[57]。4歳時事故で死亡した[58]。母のフェストゥーン（1,000ギニー、コロネーションステークス）は1954年のニューマーケットセールで繁殖牝馬の世界記録で落札された馬[58][59]。
- チンワグ Chinwag (GB) - 牡、鹿毛、1964年産。母：チンキーブー Chinky Bu (GB) 、母の父：マイバブー My Babu (FR) 。ウェストベリーステークス（ゴードンリチャーズステークス）、2着：セントジェームズパレスステークス。アルゼンチンで種牡馬[60]。
- アマノガワ - 牡、鹿毛、1965年、那須野牧場産。母：*サクラ Sakura (GB) 、母の父：プリンスリーギフト Princely Gift (GB) 。2 - 6歳時45戦11勝、クモハタ記念、関屋記念、新潟記念[61]。種牡馬[62]。

### ピントゥリシオ事件

#### サッスーンとマーレス
ノエル・マーレス調教師は1952年にサッスーンの所有する牧場の運営について助言することに同意し、2年後には牧場のマネージャーと第一調教師（principal trainer）を引き受けることになった。この頃からサッスーンの持ち馬は驚異的な成功をおさめ始め、ピンザ（1953年）を皮切りに、クレペロ Crepello (GB) （1957年）、*ハードリドン Hard Ridden (IRE) （1958年）、セントパディ St. Paddy (GB) （1960年）と7年間に4頭ものダービー馬を所有する。クレペロとセントパディはサッスーンの生産馬でもあり、マーレスが調教し、ゴードン・リチャーズ引退後マーレスと優先騎乗契約を結んだレスター・ピゴットが騎乗した。

#### ウォーレンプレイスのスーパースター
このトリオが翌1961年に送り出した「ウォーレンプレイスのスーパースター」がピンザの産駒ピントゥリシオだった。2歳時はデビュー戦前に咳が出て未出走だったが、早い時期からニューマーケットのワークウォッチャーたちは、マーレスが新たなチャンピオンを仕込み中であると報じていた。春のあいだも調教場で僚馬を圧倒し、その一頭オーリーリアス Aurelius (GB) は2,000ギニーの前哨戦クレイヴンステークスで、一番人気の*イーグル Eagle (GB) を2着に破り快勝した。デビュー戦前にもかかわらず、ピントゥリシオはダービーと2,000ギニーの一番人気となっていた。
デビューは4月13日ニューマーケットのウッドディットンステークス（Wood Ditton Stakes）となり、2対5（1.4倍）の一番人気で期待どおり楽勝した。26日の2,000ギニーは7対4（2.75倍）の一番人気でスタートしたが、67倍（66対1）の人気薄ロッカヴォン Rockavon (GB) の4着に終わった。しかしレース前にマーレスは状態と距離が合っていないかもしれないと述べ、ダービーには自信を示していた。また、ステーブルメイトで1959年の牝馬三冠馬プチトエトワール Petite Etoile (GB) との調教場での動きは光彩を放っており、依然としてダービーの一番人気を保っていた。

#### 「まだらの謎」
5月13日土曜には素晴らしい追い切りを披露したが月曜の朝、激しい下痢と嘔吐、発熱を発症しているのが発見された。腸ねん転が疑われ、獣医師が呼び出された。糞と血液からサンプルが採取されて、ニューマーケットの研究所へ送られた。予定されていた火曜のダンテステークスは回避を余儀なくされた。19日金曜の朝にはオーリーリアスと5ハロンのキャンターを行なうほど回復していたが、翌日は調教場に姿を現さなかった。その晩マーレスは症状が再発し、（31日の）ダービー出走は難しいだろうと述べた。月曜の新聞はダービーの本命馬の不可解な胃トラブルを一面や最終面で報じ、『デイリー・エクスプレス』は叫んだ。「まだらの謎（Pinto Riddle）」「彼はねらわれたのか?」。27日には出走を断念することが正式に発表された。ピントゥリシオはそのまま競走馬を引退した。
サンプル分析の結果、ほとんど致死量に達するクロトン油が検出された。20世紀前半に動物園で下剤としてゾウのような大型哺乳動物を治療するのに用いられ、1920年代のシカゴでは密造酒業者が、商品を盗もうとする同業者を欺くためにウィスキーのボトルに仕込んだりしたものだった。スコットランドヤードの捜査が入り、二度にわたるドーピング行為の結果、賭け屋がおよそ20万ポンド、2013年通貨換算で360万ポンドを得たものと結論づけた。警察は、少なからぬブックメーカーの一団がこれに関与していたと見なしていたものの、起訴に十分な証拠を得ることは出来ず告発を断念した。
この年の8月、サッスーンは死去した。

### ウッディットンスタッド
イヴスタッドはサッスーン未亡人からマーレスに売却され、ウッディットンスタッド（Woodditton Stud）と名を改められた。ピンザは1977年に死亡し、ウッディットンスタッドに埋葬された。その後スタッドは1981年にシンガポールのヨン・ナムセン（Yong Nam-Seng）に売却され、2001年にはシェイク・モハメドのダーレー・グループに購入された。

## 評価、顕彰
ジョン・ランドールとトニー・モリスによる著作 A Century of Champions は、ピンザを「偉大な（great）」ダービー馬とし、20世紀のベストイギリス競走馬15位に評価した。
タイムフォームはピンザを1953年のヨーロッパ最高レート137に評価した。
競走馬に因んで機関車に命名するロンドン・アンド・ノース・イースタン鉄道の伝統に則り、1961年6月22日にイギリス国鉄の55形ディーゼル機関車「デルティック」のD9007号（のちの55 007号）がピンザと名づけられ、1981年12月31日まで運行された。

## 血統表
| ピンザ Pinza (GB) の血統     | ピンザ Pinza (GB) の血統              | ピンザ Pinza (GB) の血統   | （血統表の出典）            | （血統表の出典） |
| 父系                         | シャトーブスコー系                    | シャトーブスコー系         | シャトーブスコー系          | [ § 2 ]          |
| 父 Chanteur (FR) 1942 黒鹿毛 | 父の父Chateau Bouscaut (FR) 1927 鹿毛 | Kircubbin (GB)             | Captivation (GB)            | Captivation (GB) |
| 父 Chanteur (FR) 1942 黒鹿毛 | 父の父Chateau Bouscaut (FR) 1927 鹿毛 | Kircubbin (GB)             | Avon Hack (GB)              |                  |
| 父 Chanteur (FR) 1942 黒鹿毛 | 父の父Chateau Bouscaut (FR) 1927 鹿毛 | Ramondie (FR)              | Neil Gow (GB)               | Neil Gow (GB)    |
| 父 Chanteur (FR) 1942 黒鹿毛 | 父の父Chateau Bouscaut (FR) 1927 鹿毛 | Ramondie (FR)              | La Rille (FR)               |                  |
| 父 Chanteur (FR) 1942 黒鹿毛 | 父の母La Diva (FR) 1937 黒鹿毛        | Blue Skies (FR)            | Blandford (IRE)             | Blandford (IRE)  |
| 父 Chanteur (FR) 1942 黒鹿毛 | 父の母La Diva (FR) 1937 黒鹿毛        | Blue Skies (FR)            | Blue Pill (FR)              |                  |
| 父 Chanteur (FR) 1942 黒鹿毛 | 父の母La Diva (FR) 1937 黒鹿毛        | La Traviata (FR)           | Alcantara (FR)              | Alcantara (FR)   |
| 父 Chanteur (FR) 1942 黒鹿毛 | 父の母La Diva (FR) 1937 黒鹿毛        | La Traviata (FR)           | Tregaron (IRE)              |                  |
| 母 Pasqua (GB) 1939 栗毛     | 母の父Donatello (FR) 1934 栗毛        | Blenheim (GB)              | Blandford (IRE)             | Blandford (IRE)  |
| 母 Pasqua (GB) 1939 栗毛     | 母の父Donatello (FR) 1934 栗毛        | Blenheim (GB)              | Malva (GB)                  |                  |
| 母 Pasqua (GB) 1939 栗毛     | 母の父Donatello (FR) 1934 栗毛        | Delleana (ITY)             | Clarissimus (GB)            | Clarissimus (GB) |
| 母 Pasqua (GB) 1939 栗毛     | 母の父Donatello (FR) 1934 栗毛        | Delleana (ITY)             | Duccia di Buoninsegna (IRE) |                  |
| 母 Pasqua (GB) 1939 栗毛     | 母の母Pasca (GB) 1928 鹿毛            | Manna (IRE)                | Phalaris (GB)               | Phalaris (GB)    |
| 母 Pasqua (GB) 1939 栗毛     | 母の母Pasca (GB) 1928 鹿毛            | Manna (IRE)                | Waffles (IRE)               |                  |
| 母 Pasqua (GB) 1939 栗毛     | 母の母Pasca (GB) 1928 鹿毛            | Soubriquet (GB)            | Lemberg (GB)                | Lemberg (GB)     |
| 母 Pasqua (GB) 1939 栗毛     | 母の母Pasca (GB) 1928 鹿毛            | Soubriquet (GB)            | Silver Fowl (GB)            |                  |
| 母系(F-No.)                  | 3号族(FN:3-i)                         | 3号族(FN:3-i)              | 3号族(FN:3-i)               | [ § 3 ]          |
| 5代内の近親交配              | Blandford 4×4、Cyllene 5×5            | Blandford 4×4、Cyllene 5×5 | Blandford 4×4、Cyllene 5×5  | [ § 4 ]          |
| 出典                         | 1. 2. 3. 4.                           | 1. 2. 3. 4.                | 1. 2. 3. 4.                 | 1. 2. 3. 4.      |